# Ste-Geneviève (Héricy)

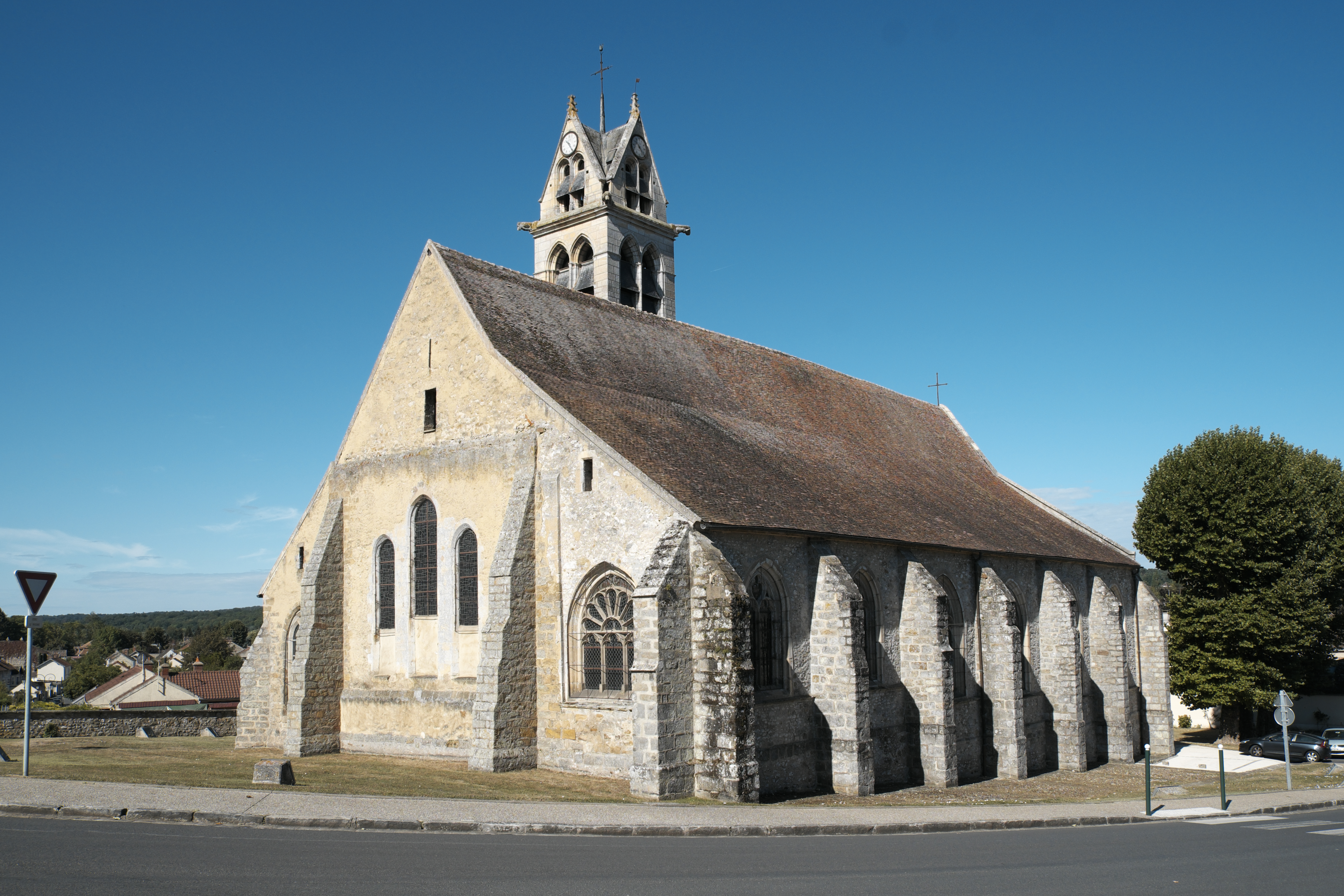
Kirche Sainte-Geneviève

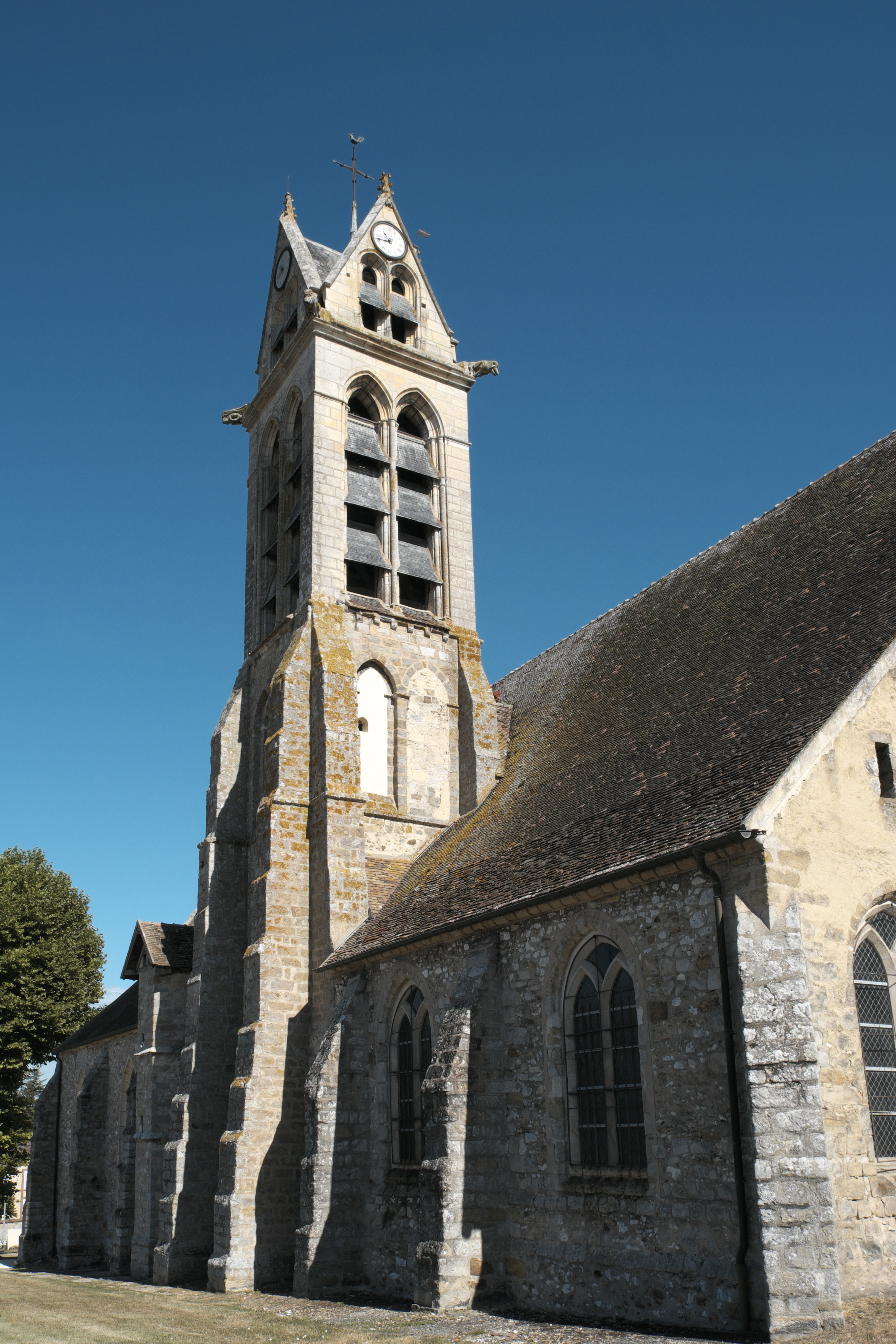
Glockenturm

Die katholische Pfarrkirche Sainte-Geneviève in Héricy, einer Gemeinde im Département Seine-et-Marne in der französischen Region Île-de-France ist eine dreischiffige Stufenhalle. Sie wurde in mehreren Bauphasen vom späten 12. Jahrhundert bis ins 16. Jahrhundert errichtet und vereinigt daher in sich sämtliche Phasen der französischen Gotik, auch wenn nicht alle so deutlich werden wie in Basiliken. In der Kirche sind noch Bleiglasfenster aus dem 16. Jahrhundert erhalten. Im Unterschied zu den Renaissance-Wappenfenstern der Kirche St-Cyr-Ste-Julitte in Crouy-sur-Ourcq gehören sie in Thematik und Ausdrucksweise noch ganz der Spätgotik an. Im Jahr 1908 wurde die der heiligen Genoveva von Paris geweihte Kirche als Monument historique in die Liste der Baudenkmäler in Frankreich aufgenommen.

## Geschichte
Der frühgotische Chor ist der älteste Teil der Kirche. Er wurde vermutlich Ende des 12. Jahrhunderts begonnen. Zu Beginn des 13. Jahrhunderts folgten die beiden östlichen Joche des südlichen Seitenschiffs, dessen westlichen Abschluss ursprünglich der Glockenturm bildete. In der nächsten Bauphase, Ende des 15. oder zu Beginn des 16. Jahrhunderts, wurde die Kirche nach Westen erweitert. An den Chor wurden die vier Joche des Hauptschiffs und an den Turm die drei westlichen Joche des südlichen Seitenschiffs angefügt. An der Westfassade des Hauptschiffs wurde das große Portal geschaffen, dessen Skulpturenschmuck während der Hugenottenkriege zerstört wurde. Ende des 16. Jahrhunderts, während der letzten Bauphase, wurde das nördliche Seitenschiff errichtet, noch mit gotischen Fenstern, aber schon einem Renaissanceportal.

## Architektur

### Außenbau
Die beiden unteren Geschosse des Turms sind gotisch und werden an den Ecken von mehrfach abgetreppten Strebepfeilern gestützt. Die beiden Glockengeschosse sind neuzeitlich. Die vier Giebel seines Kreuzdachs sind die alle vier Seiten des volle Glockengeschosses von gekuppelten spitzbogigen Klangarkaden durchbrochen. 
Auch die Außenmauern der Seitenschiffe gliedern weit vorstehende, abgetreppte Strebepfeiler. In der Westfassade ragt das Mittelschiff geringfügig gegenüber den Seitenschiffen vor. Das spitzbogige Hauptportal mit schmucklosem Tympanon und das darüber ligenede ebenfalls spitzbogige Fenster sind in ihrer heutigen Form offensichtlich jünger als die umgebende Wand. Über dem rundbogigen Renaissanceportal des nördlichen Seitenschiffs öffnet sich ein Rosenfenster mit Maßwerk, das gleichermaßen der Gotik und der französischen Kirchen-Renaissance (Vgl. Saint-Eustache in Paris) zugerechnet werden kann.

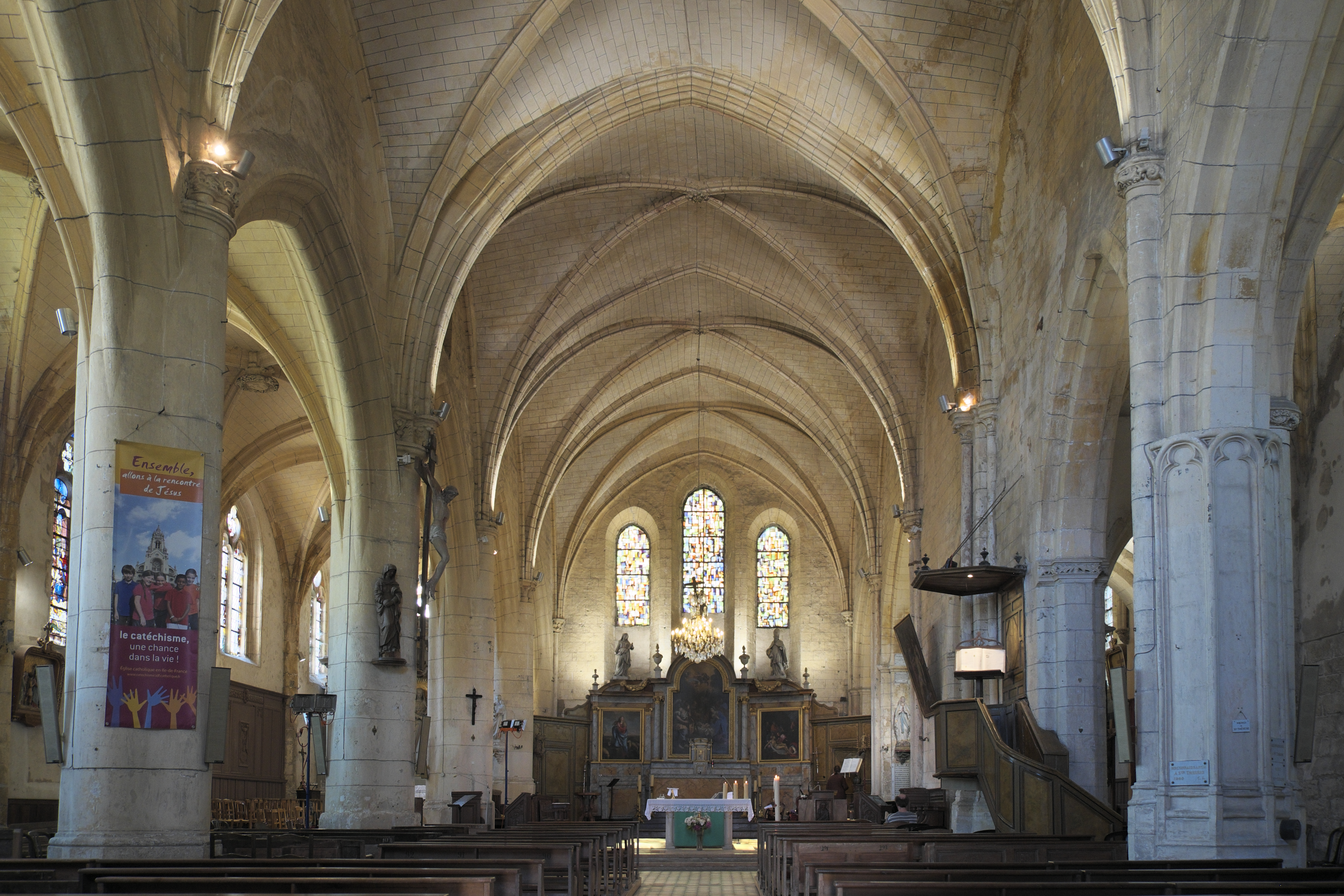
Innenraum

### Innenraum
Der gesamte Innenraum ist mit Kreuzrippengewölben gedeckt. Vom Mittelschiff öffnen sich hohe, spitzbogige Arkaden zu den beiden Seitenschiffen. Kämpferhöhe der Mittelschiffsgewölbe liegt so eben unter der Höhe der Arkadenscheitel an, so dass sich große Schildflächen ergeben. Den Pfeilern ist der Altersunterschied zwischen den Arkaden anzusehen: Die südlichen Pfeiler haben runde Kerne, aber je einen vorgelagerten Dienst für Mittelschiffs- und Seitenschiffsgewölbe. Die Dienste sind mit Kapitellen versehen. Der Querschnitt der südlichen Pfeiler hat die Form einander überlagernder Kreise, und die Gewlöbedienste gehen „fließend“ aus ihnen hervor.
Der zweijochige Chor hat einen geraden Schluss. Seine Ostwand enthält eine grundsätzlich frühgotische, hier aber wohl teilweise erneuerte höhengestaffelte Dreifenstergruppe. Die leicht spitzbogigen Fenster sind mit einer moderne Bleiverglasung versehen. 
Die Gewlöbe weisen zahlreiche skulptierte Schlusssteine auf. Im nördlichen Seitenschiff sind sie zum Teil als Abhänglinge gestaltet. Im Untergeschoss des Turmes sind noch zwei Konsolen, die mit männlichen Köpfen verziert sind, aus romanischer Zeit erhalten.

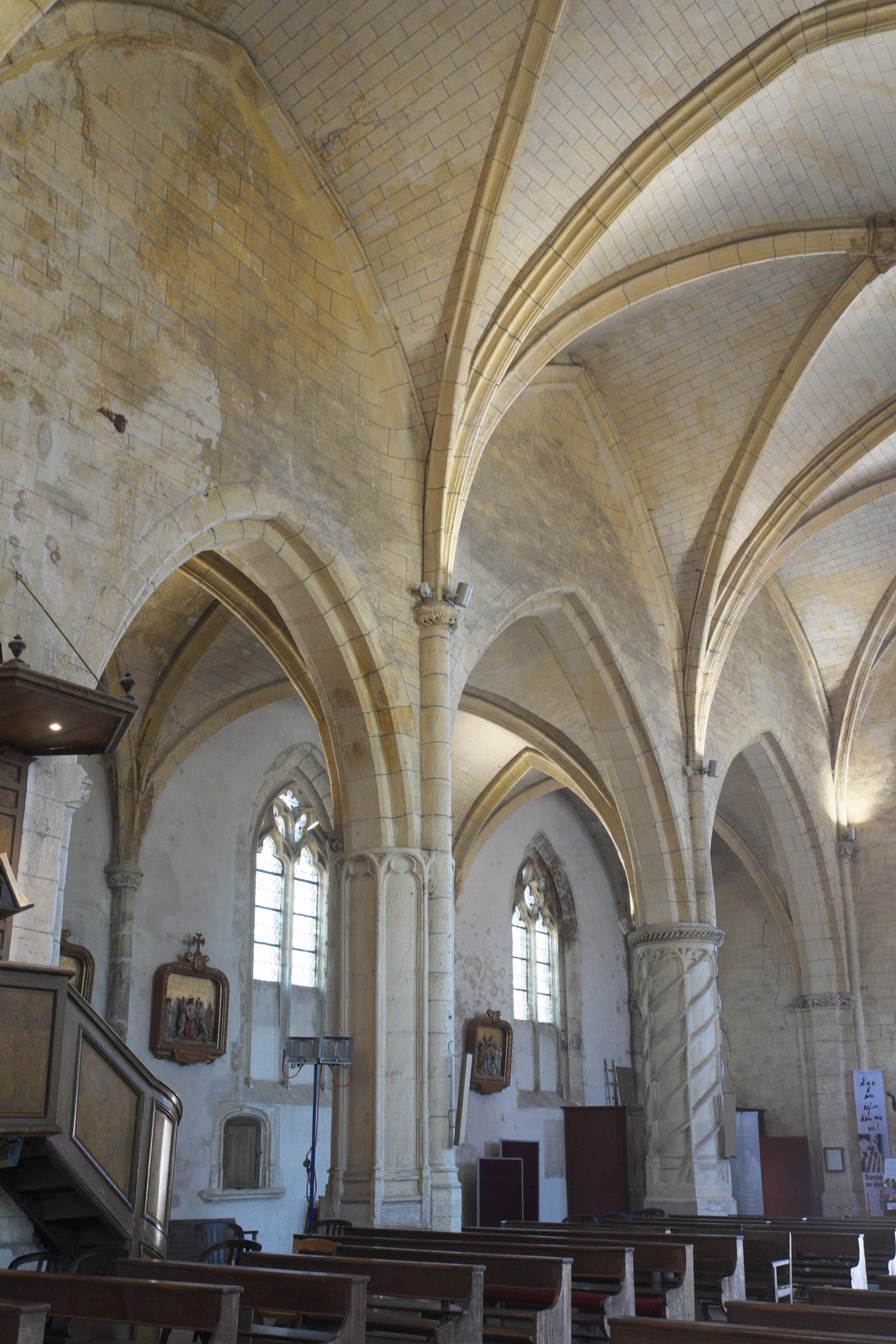
Südliches Seitenschiff
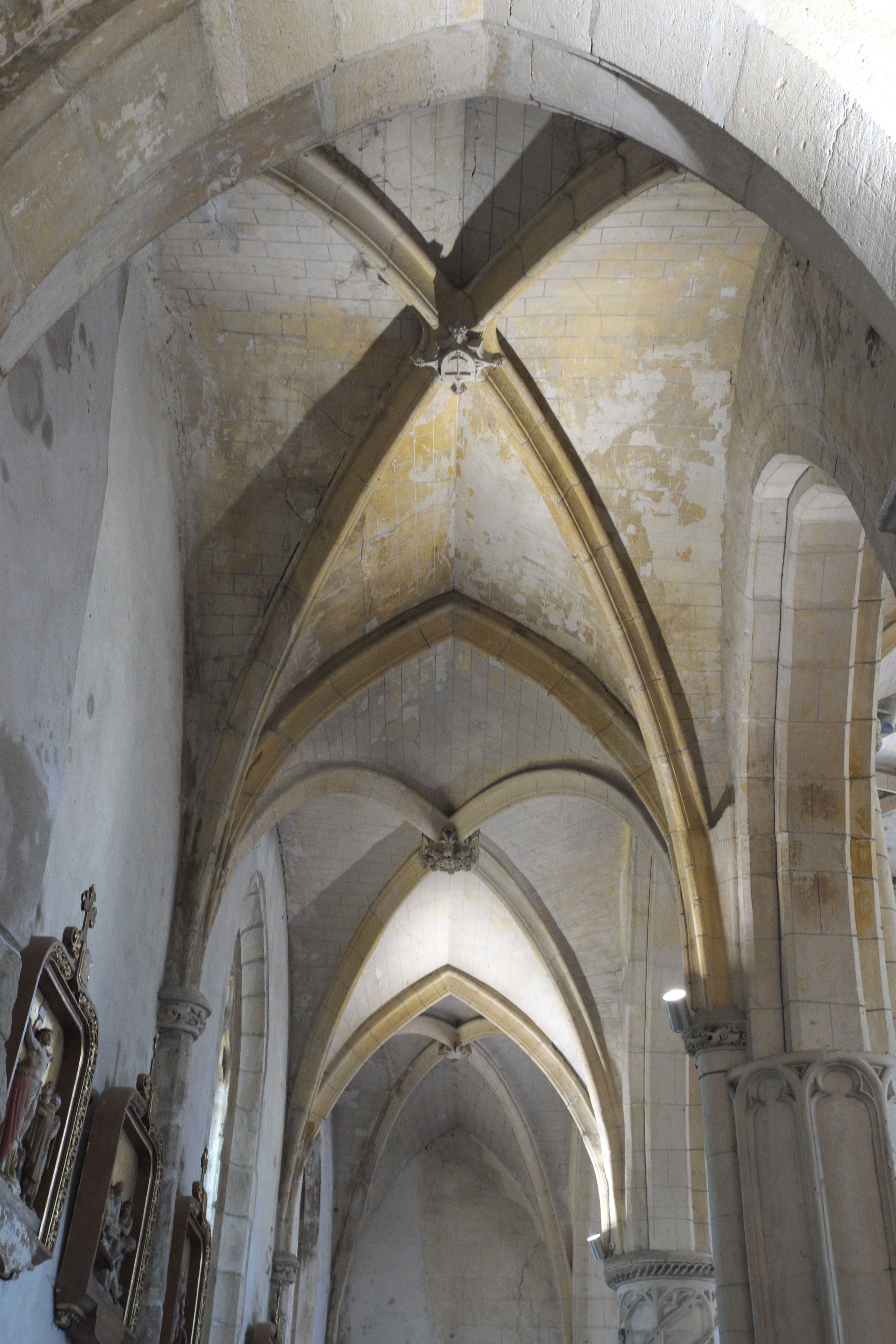
Kreuzrippengewölbe im südlichen Seitenschiff
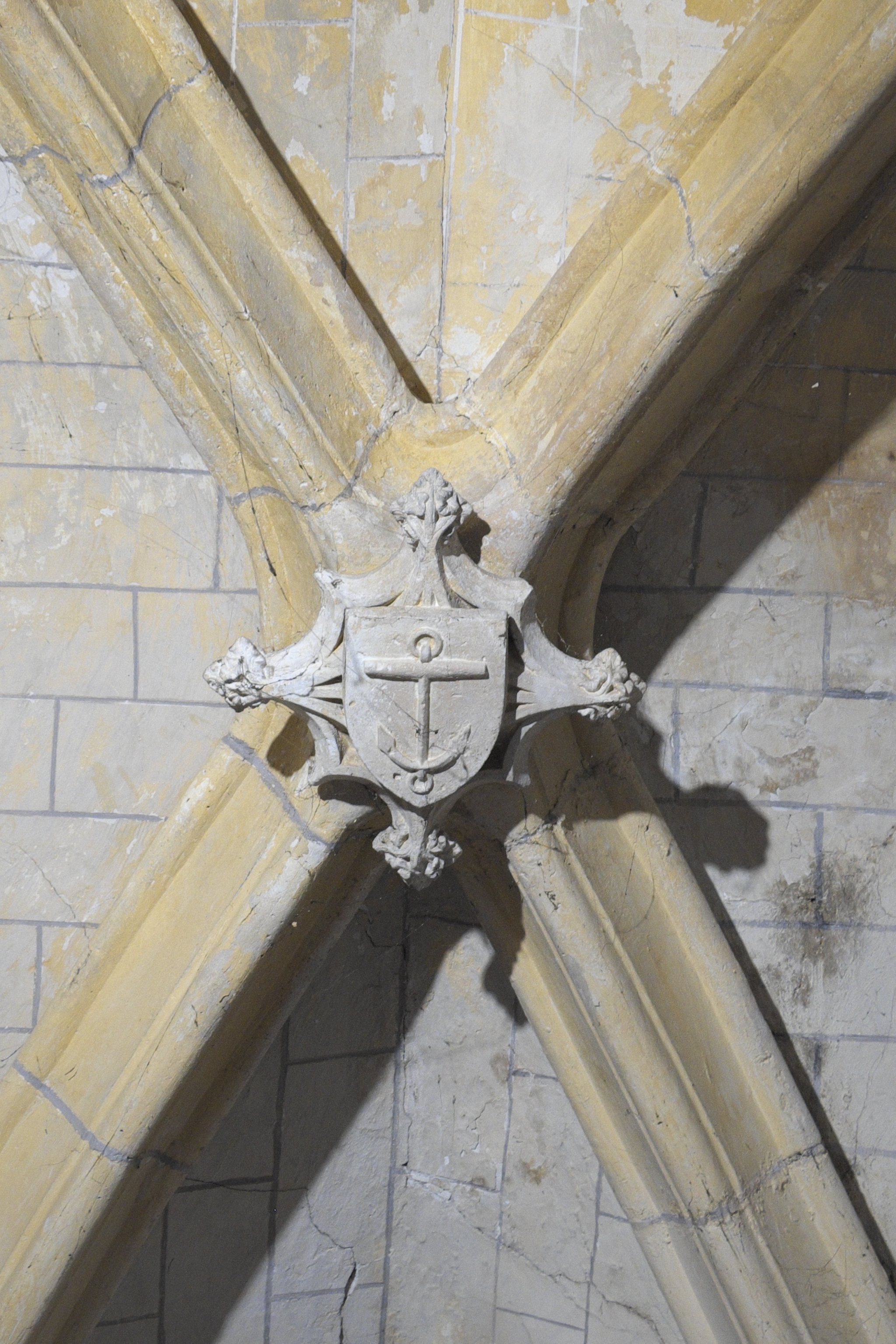
Schlussstein
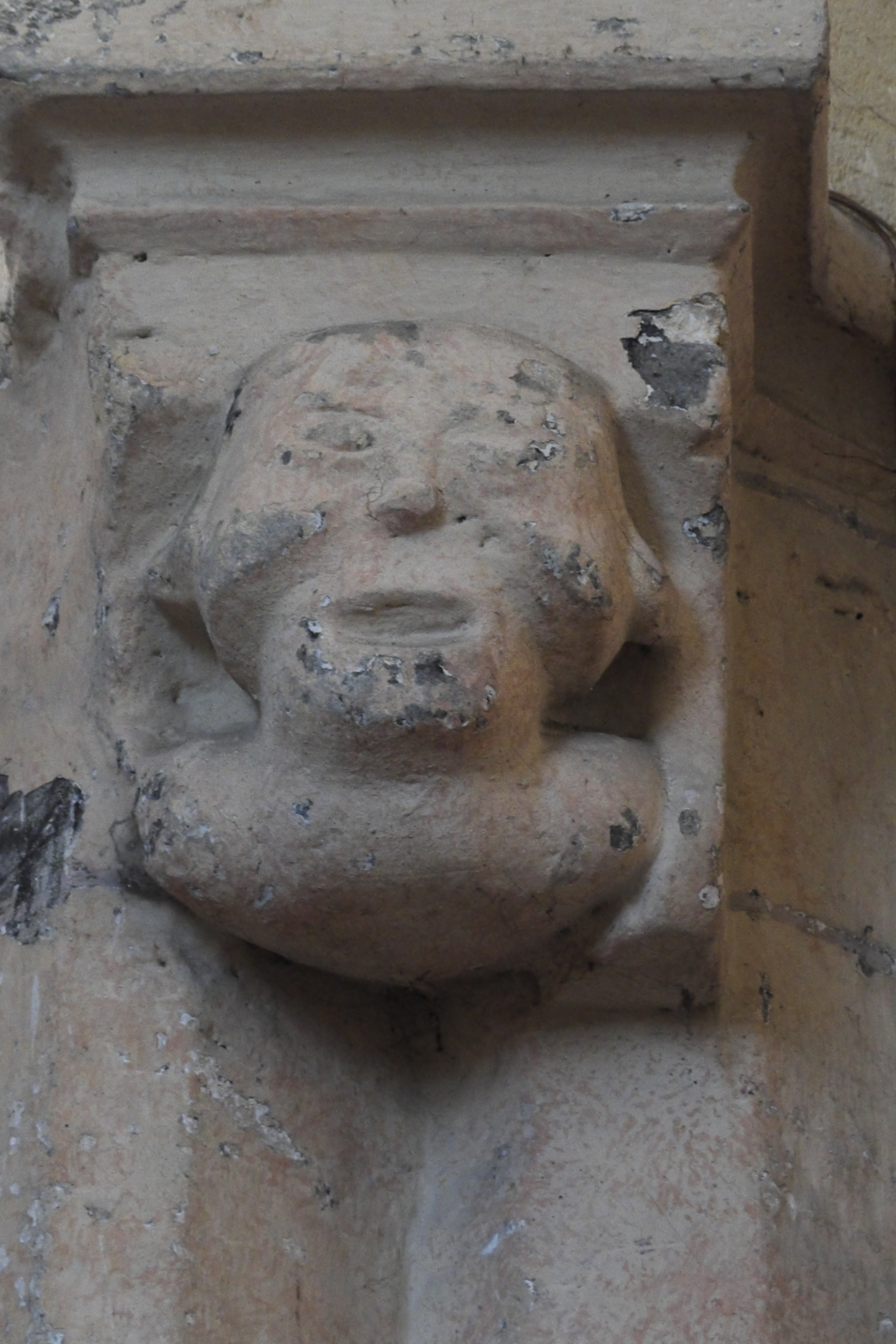
Romanische Konsole

## Bleiglasfenster

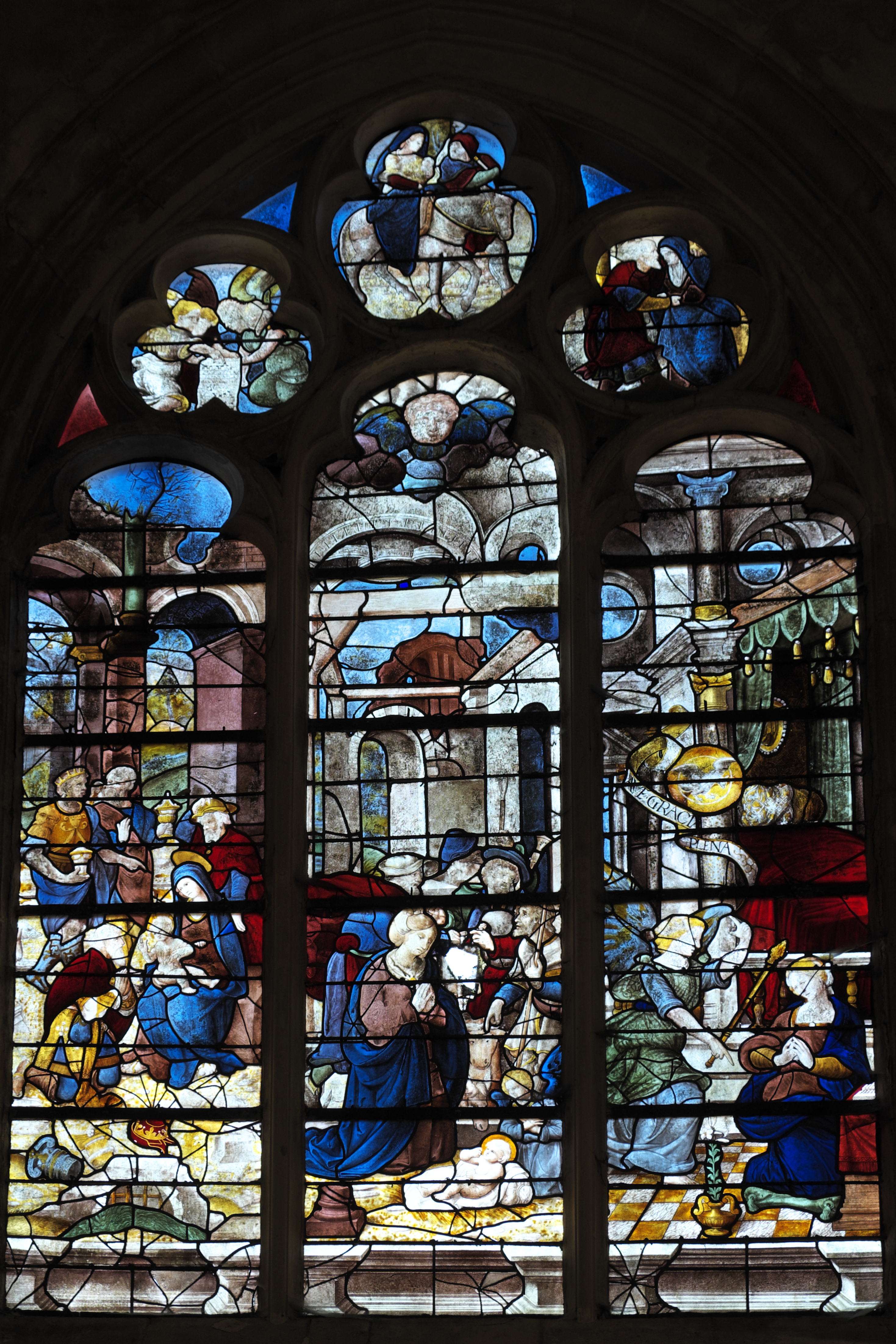
Fenster der Geburt Christi

Im nördlichen Seitenschiff ist ein Bleiglasfenster aus dem 16. Jahrhundert mit Szenen der Geburt Christi erhalten. Es besteht aus drei Lanzetten, auf denen rechts die Verkündigung, in der Mitte die Anbetung der Hirten und links die Anbetung der Heiligen Drei Könige dargestellt sind. Im Maßwerk sind auf der rechten Scheibe die Begegnung Annas und Joachims, der Eltern Marias, an der Goldenen Pforte und auf der oberen Scheibe die Flucht der heiligen Familie nach Ägypten zu sehen. Auf der linken Scheibe sind Engel dargestellt. In anderen Fenstern sind nur noch einige Fragmente der ursprünglichen Bleiverglasung erhalten.

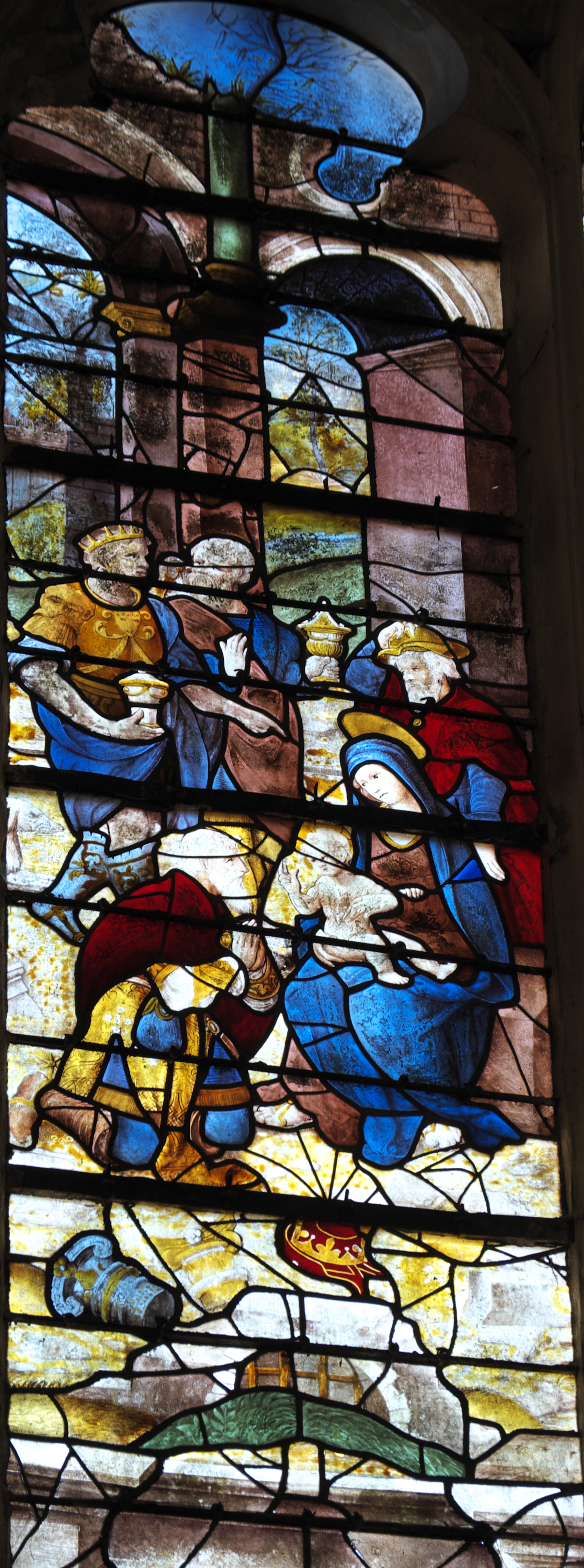
Anbetung der Heiligen Drei Könige
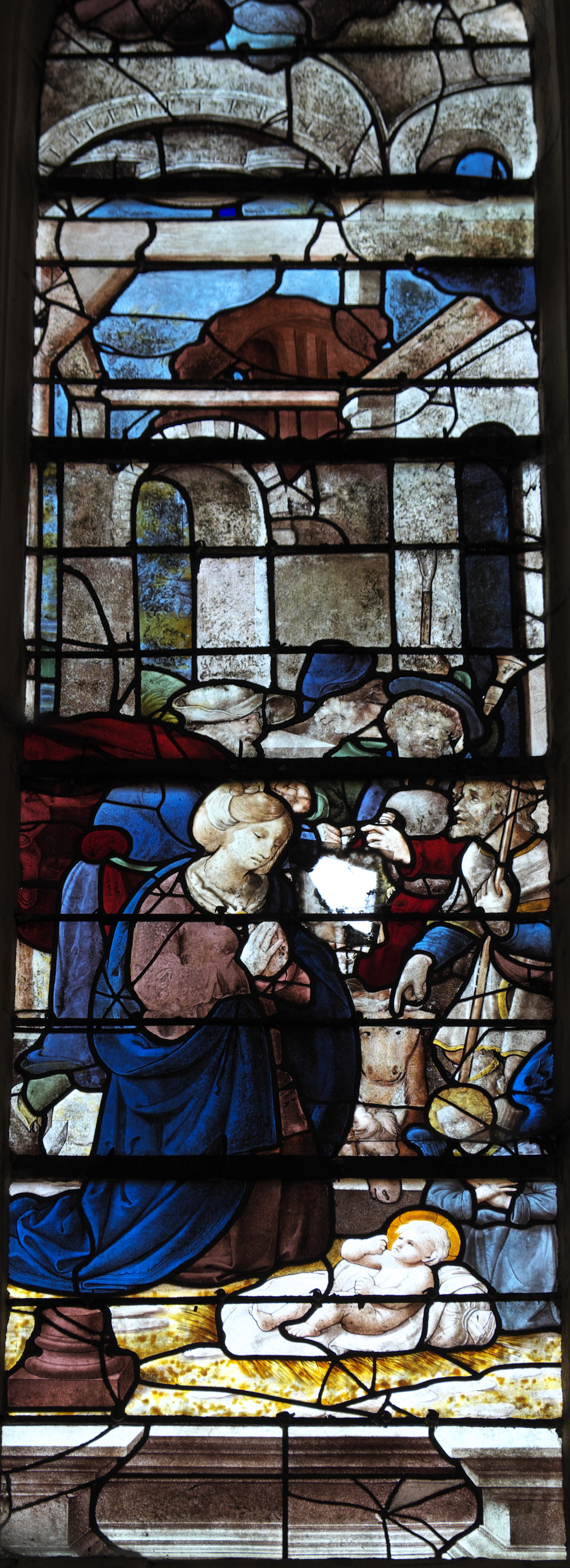
Anbetung der Hirten
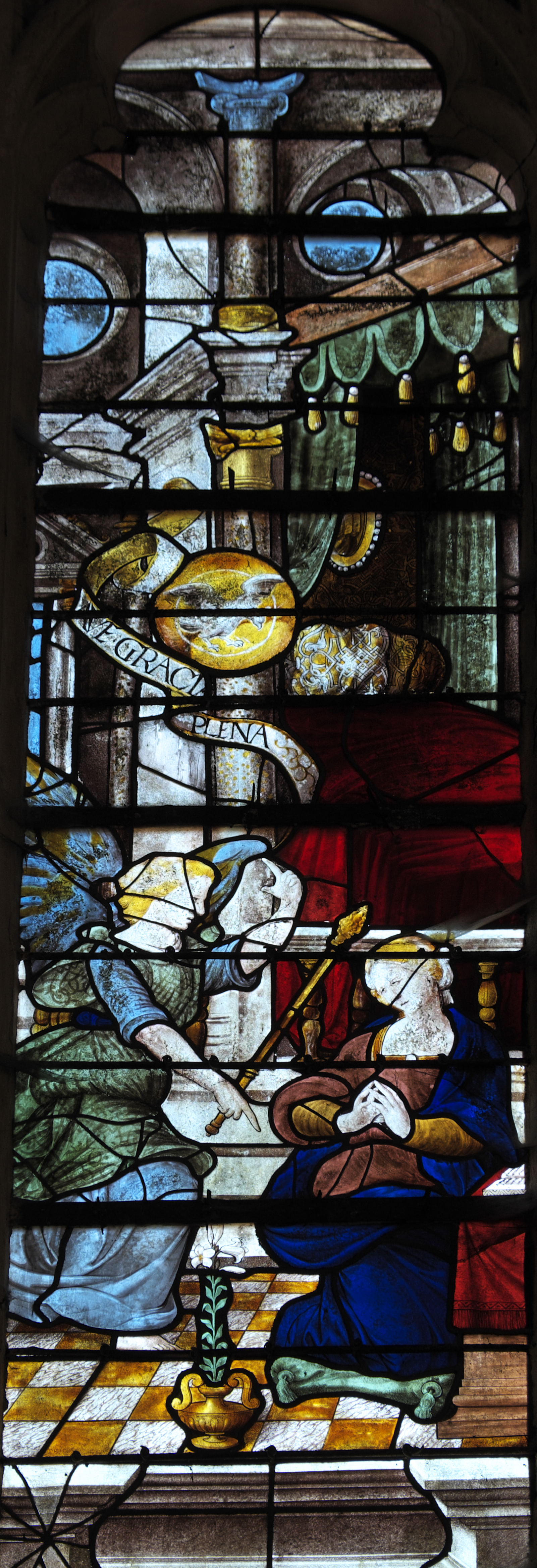
Verkündigung

## Grabsteine

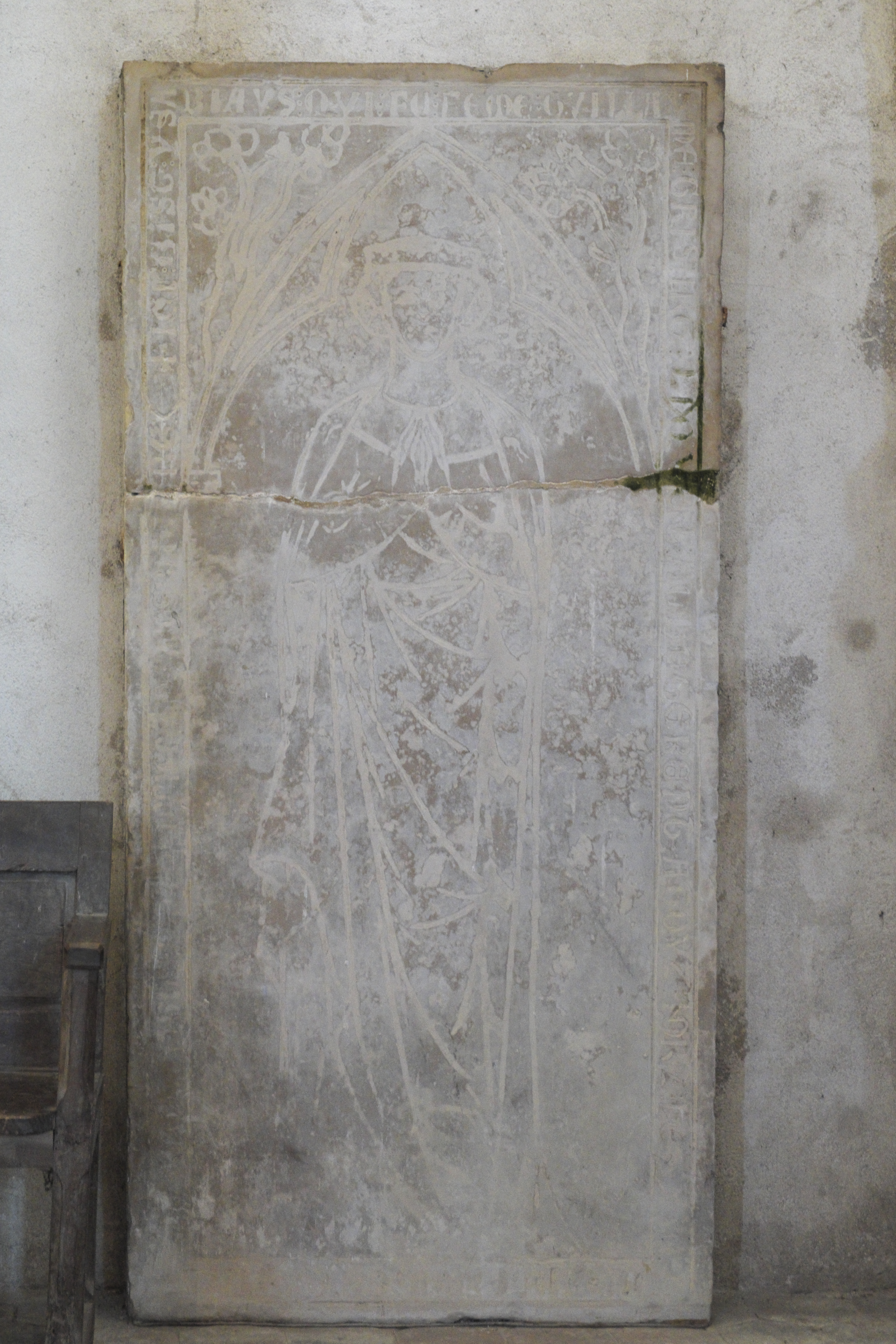
Grabstein aus dem 13. Jahrhundert

An der Wand des südlichen Seitenschiffs ist der Grabstein von Isabeau, der Gemahlin von Guillaume Grisart, aus dem 13. Jahrhundert angebracht. Auf dem Grabstein ist ein Dreipassbogen eingeritzt, unter dem die Verstorbene mit gefalteten Händen steht. Sie ist in einen Umhang mit elegantem Faltenwurf gehüllt. Am Rand des Grabsteins ist eine Inschrift eingemeißelt.
Eine Marmortafel aus dem 16. Jahrhundert erinnert an den 1553 gestorbenen Nicolas Dieusit und seine Gemahlin Nicole Barbin. Die Tafel ist mit einer Inschrift versehen. Oben sind die Verstorbenen mit ihren Kindern vor dem Gekreuzigten kniend dargestellt, unten sieht man die Wappen der beiden Familien.